# Pentaschwefelhexanitrid
Pentaschwefelhexanitrid ist eine anorganische chemische Verbindung des Schwefels aus der Gruppe der kovalenten Nitride. Die Verbindung gehört neben dem Dischwefeldinitrid, dem Tetraschwefeldinitrid, dem Tetraschwefeltetranitrid, dem Monoschwefeldinitrid, dem Monoschwefelmononitrid, den Oligoschwefeldinitriden und dem polymeren Polythiazyl (SN)x zur Gruppe der Schwefel-Stickstoff-Verbindungen oder Schwefelnitride.

## Herstellung
Die erste Herstellung und Charakterisierung der Verbindung gelang 1978 den Chemikern Tristam Chivers und John Proctor.
Die Herstellung gelingt durch die Umsetzung von Tetraschwefeltetrastickstoffdichlorid mit Bis(trimethylsilyl)schwefeldiimid.
Ein weiterer Syntheseweg ist die Reaktion von Brom mit Tetrabutylammonium-tetraschwefelpentanitrid Bu4N+S4N5− in Methylenchlorid.

## Eigenschaften
Die Verbindung bildet orangefarbene Kristalle, die zu einem explosiven Zerfall neigen. Unter inerten Bedingungen ist sie bei Raumtemperatur stabil. Bei Luftzutritt erfolgt eine augenblickliche Schwarzfärbung. Oberhalb von 130 °C setzt die thermische Zersetzung ein. Im Vakuum bei 10−2 mbar kann die Verbindung bei 45 °C sublimiert werden.
Die Struktur des Pentaschwefelhexanitrids kann von der des Tetraschwefeltetranitrid S4N4 abgeleitet werden, indem in eine S-S-Bindung eine Schwefeldiimidgruppe eingebaut wurde. Der Molekülaufbau kann als korbartig mit dem S4N4-Molekülteil als eigentlichen Korb und der NSN-Gruppe als zugehörigen Henkel gesehen werden. Die S-N-Bindungslängen betragen im S4N4-Molekülteil durchschnittlich 161 pm, im NSN-Molekülanteil 152,6 pm sowie an den Verknüpfungsstellen 170,6 pm. Durch den Einbau einer weiteren Schwefeldiimidgruppe in die zweite S-S-Bindung könnte ein Hexaschwefeloctanitrid S6N8 erhalten werden, welches bisher in der Literatur nicht beschrieben wurde.